# بوني بيرنستاين
بوني بيرنستاين (بالإنجليزية: Bonnie Bernstein)‏ هي صحفية ومعلقة رياضية أمريكية، ولدت في 16 أغسطس 1970 في بروكلين في الولايات المتحدة.

## وصلات خارجية
- الموقع الرسمي